# Schwalbenmöwe

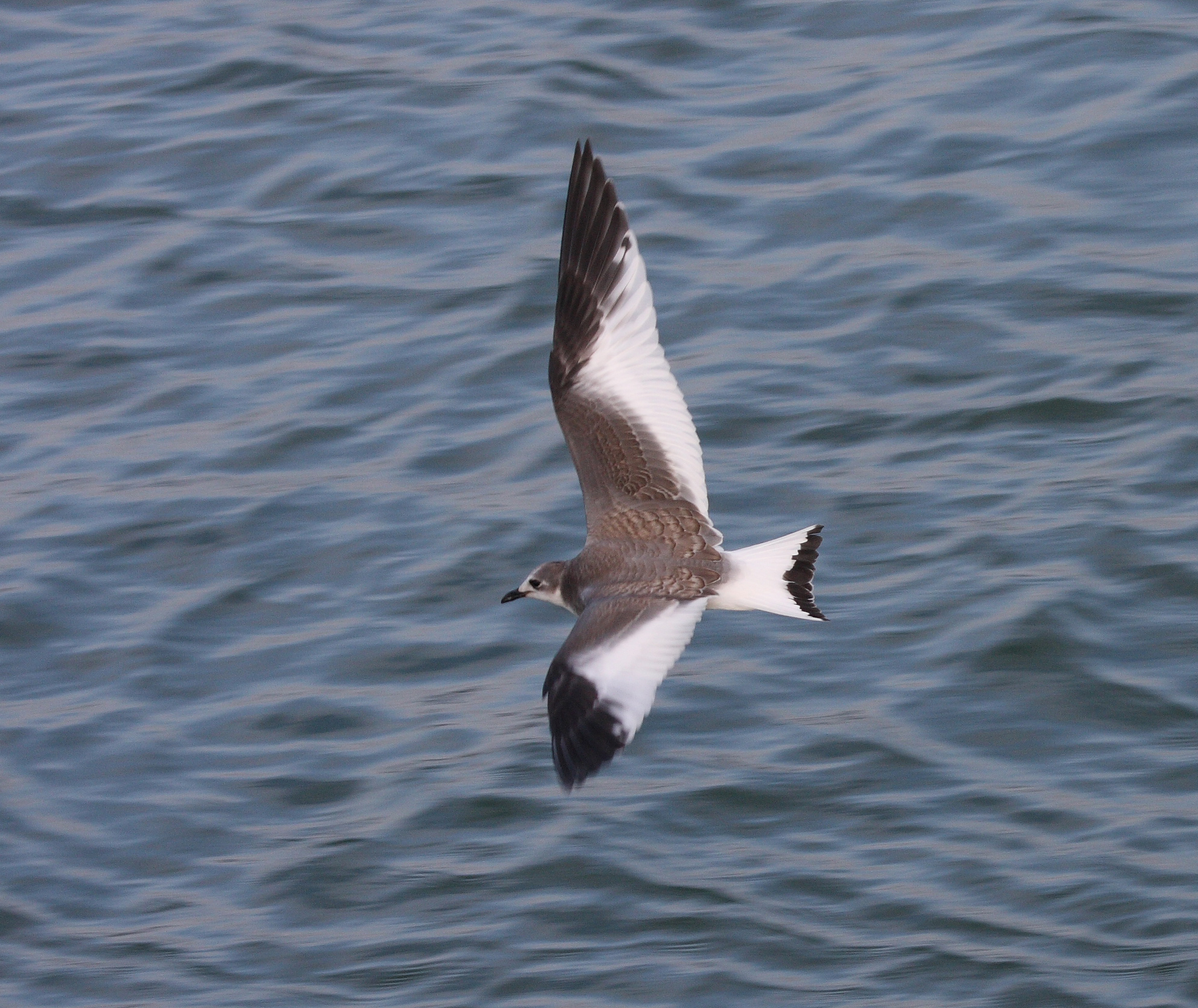
Flugbild einer juvenilen Schwalbenmöwe

Die Schwalbenmöwe (Xema sabini) ist eine Art der Möwen (Larinae) und steht in der monotypischen Gattung Xema. Sie ist ein Brutvogel der hocharktischen Tundra, die in Mitteleuropa alljährlich in geringer Zahl als Irrgast beobachtet werden kann. Typisch sind solche Einflüge bei starken Westwindlagen. So wurden in der Deutschen Bucht und im nordfriesischen Wattenmeer im Jahr 1997 insgesamt 71-mal Schwalbenmöwen gesichtet.
Ihren wissenschaftlichen Namen erhielt sie zu Ehren des Astronomen Edward Sabine, dem Bruder des Erstbeschreibers Joseph Sabine.

## Beschreibung
Diese etwa 33 Zentimeter lange Möwe hat einen stark gegabelten Schwanz. Unverkennbar ist sie im Flug auf der Oberseite durch die schwarzen äußeren Handschwingen und das breite weiße Dreieck hinter ihnen. Im Brutkleid ist der Kopf schiefergrau und gegen den weißen Hals durch einen schmalen schwarzen Ring abgesetzt. Im Ruhekleid hat die Schwalbenmöwe einen trübweißen Kopf. Bei Jungvögeln ist der weißen Schwanz schwarz gesäumt. Der ziemlich kurze Schnabel ist schwarz und trägt eine gelbe Spitze. Die Beine haben eine graue Färbung.
Von unausgefärbten Dreizehenmöwen und Zwergmöwen unterscheidet sie sich durch den tiefer gegabelten Schwanz und das Fehlen einer dunklen Binde auf den Flügeldecken. Die Stimme ist ein kreischendes, seeschwalbenähnliches Schreien. Auch im Flug wirkt die Schwalbenmöwe Seeschwalbenartig, da der Körper bei jedem Flügelschlag etwas angehoben wird.

## Vorkommen
Sie bewohnt die Küstengewässer der Arktis und brütet in der Tundra. Ihre Brutgebiete liegen im nördlichsten Sibirien, auf Spitzbergen, Grönland und im nördlichsten Nordamerika. Die Hauptbrutgebiete sind in Alaska und dem nördlichen Kanada. Umherstreifende Exemplare besuchen gelegentlich die Küsten Westeuropas, ausnahmsweise werden sie durch Stürme weit in das Innere Europas verschlagen. Im Winter ziehen große Mengen nach Süden in das Gebiet des kalten Benguelastroms, andere Gruppen überwintern an der Westküste Südamerikas.
Die Schwalbenmöwe ist ein Langstreckenzieher, deren Winterquartiere im Atlantik und Pazifik liegen. Der Schwerpunkt der Überwinterungsregion liegt über dem Benguelastrom vor dem Süden beziehungsweise Südwesten Afrikas (25° S bis 35° S). Sie hält sich dabei kaum in Küstennähe auf. Auch in der Region des Humboldtstroms vor der Westküste Südamerikas überwintern Schwalbenmöwen. Es handelt sich hierbei um Brutvögel aus Sibirien, Alaska und vermutlich auch dem Nordwesten Kanadas.

## Lebensweise
Die Schwalbenmöwe ernährt sich von Insekten und deren Larven, Krebstieren, kleinen Muscheln und Fischen. Die Nahrung wird großenteils im leichten Flug von der Wasseroberfläche aufgenommen. Am Strand findet sie auch im Laufen ihre Nahrung und gelegentlich sucht sie auf dem Meer auch schwimmend nach Nahrung.
Die Schwalbenmöwe führt eine monogame Saisonehe und zeigt eine hohe Brutortstreue. Sie nistet in Kolonien auf morastigen Inselchen der Tundra und längs der Flachküsten. Die durchschnittlich drei Eier werden von beiden Partnern über einen Zeitraum von 23 bis 24 Tagen ausgebrütet. Der Bruterfolg wird wesentlich durch die Prädation durch den Polarfuchs bestimmt.

## Bestand

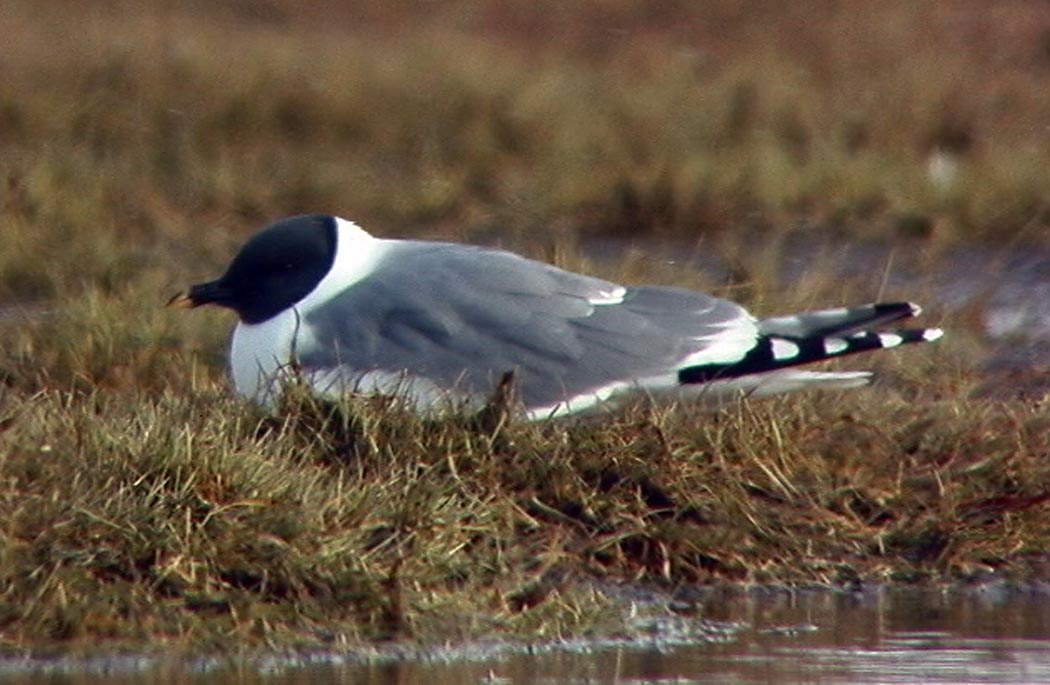

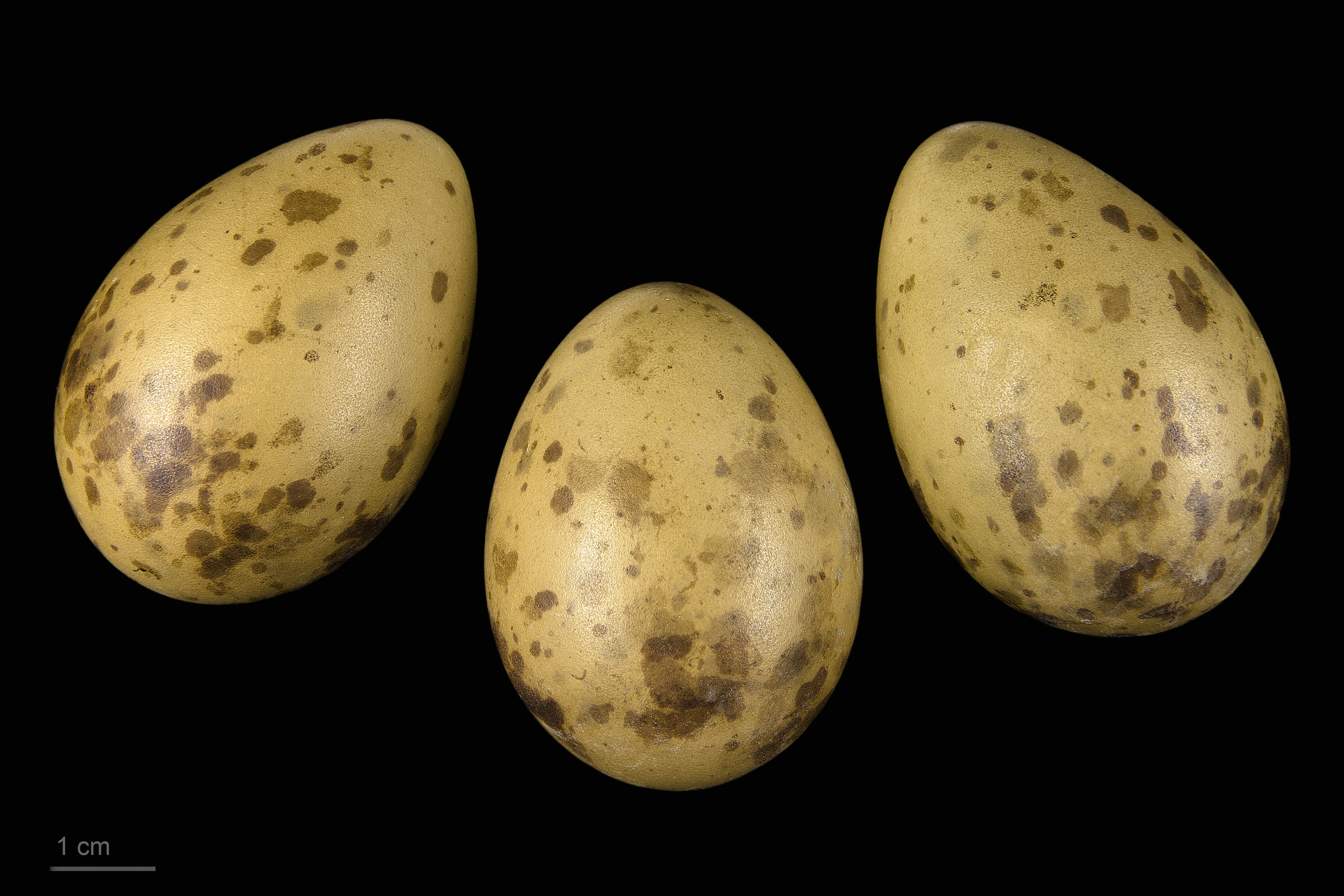
Xema sabini

Der Bestand an Schwalbenmöwen wurde zu Beginn des 21. Jahrhunderts auf weniger als 100.000 Brutpaare beziehungsweise 400.000 bis 700.000 Individuen geschätzt. Der europäische Brutbestand beträgt nur 100 bis 500 Brutpaare.

## Unterarten
Die neben der Nominatform Xema sabini sabini beschriebenen Unterarten X. s. palaearctica Stegmann, 1934, X. s. tschuktschorum Portenko, 1939 und X. s. woznesenskii Portenko, 1939 werden als ungültig angesehen.

## Belege

### Einzelbelege
1. ↑  Bauer u. a., S. 578 und S. 579.
2. ↑  Bauer u. a., S. 579.
3. ↑  Bauer u. a., S. 580.